# Hermecz István
Hermecz István (Szeged, 1944. május 7. – Budapest, 2011. október 9.) Széchenyi-díjas magyar vegyészmérnök, gyógyszervegyész, a Magyar Tudományos Akadémia levelező tagja. Tudományos munkásságát a Chinoin (ma: Sanofi) gyógyszergyár keretei között végezte, a gyár preklinikai fejlesztési részlegének vezetőjeként.  Kutatási területe a gyógyszerkutatás és a biológiailag aktív anyagok szintézise volt.

## Életpályája
1963-ban kezdte meg egyetemi tanulmányait a Budapesti Műszaki Egyetem Vegyészmérnöki Karán, ahol 1968-ban szerzett diplomát. A diploma megszerzését követően a Chinoin Gyógyszergyárban kapott kutatói állást. 1976-tól töltött be különböző vezető tisztségeket a gyáron belül, 1997-ben a preklinikai fejlesztési részleg vezetőjének nevezték ki. Gyári munkái mellett tanít is különböző egyetemeken: 1985-ben a Semmelweis Orvostudományi Egyetem címzetes egyetemi docenssé, 1990-ben címzetes egyetemi tanárává avatta, valamint 1998-tól a Budapesti Műszaki Egyetem, 2002-től a Szegedi Tudományegyetem magántanára. Mindhárom egyetem különböző vegyészeti doktori programjaiban témavezető vagy oktató. 1996-ban habilitált.
1979-ben védte meg a kémiai tudományok kandidátusi, 1985-ben akadémiai doktori értekezését. 1987-ben lett a Magyar Tudományos Akadémia Szerves Kémiai Bizottságának tagja, valamint 1987 és 1996 között a gyógyszerkutatásokkal foglalkozó bizottságban is tevékenykedett. 2002-től a Gyógyszerész-tudományok Osztályközi Komplex Bizottságának tagja. 2001 és 2007 között az akadémia közgyűlésének doktori képviselője, 2010-ben pedig megválasztották az MTA levelező tagjának. Akadémiai tisztségei mellett 1990-től a Magyar Kémikusok Egyesülete, valamint a Magyar Farmakológus Társaság, 2004-től a Magyar Gyógyszerészeti Társaság vezetőségi tagja, 2007-től a The Open Organic Chemistry Journal főszerkesztője volt.

## Munkássága
Kutatási területe a gyógyszerkutatás, a gyógyszerfejlesztés, valamint a biológiailag aktív anyagok szintézise volt.
Munkássága jelentős nitrogénhídfős heterociklusok területén, ahol azok új átrendeződéseit ismerte fel, valamint tisztázta érvényességi körüket és reakciómechanizmusaikat. Emellett számos gyógyszeralapanyagnak számító vegyi anyag szintézisét valósította meg, így többek között a ciprofloxacin független szintézisét, a Rutecarpinalkaloidok egyszerű új totálszintézisét vagy a magas éves forgalmú latanoproszt ipari totálszintéziseit. Kutatási eredményei összesen három eredeti gyógyszer létrehozásában (probon, latanoproszt, flisint) segédkeztek.
Több mint háromszáznegyven tudományos közlemény szerzője vagy társszerzője, ebből hat könyv. Több mint százharminc szabadalmatban jegyeztetett be. Munkáit elsősorban magyar és angol nyelven adta közre.

## Főbb publikációi
- Chemistry of Diazabicycloundecene and Other Pyrimidoazephins (1987)
- Applications of DBU and Organic Syntheses (1993)
- Recent Developments in the Chemistry of Pyrido[1,2a]pyrimidines (1995)
- Bicyclic 6-6 Systems with One Ring Junction Nitrogen Atom: One Extra Heteroatom 1:0 (1996)
- Chemistry of pyrido[1,2-b][1,2]oxazines, pyrido[1,2-b][1,2]thiazines, pyrido[1,2-b][1,2]pyridazines, and their benzologs (1998)
- Kombinatorikus kémia (2000)
- Ionos folyadékok alkalmazása szerves kémiai reakciókban (2007)

## Díjai, elismerései
- Zemplén Géza-díj (1984)
- Kiváló Feltaláló (1985)
- Innovációs Díj (1994)
- Jedlik Ányos-díj (1997)
- Gábor Dénes-díj (1997)
- Preisich Miklós-díj (2000)
- Széchenyi-díj (2005)
- Issekutz Béla-díj (2006)
- Akadémiai-Szabadalmi Nívódíj (2011)